# Labastide-de-Virac
Labastide-de-Virac település Franciaországban, Ardèche megyében. Lakosainak száma 322 fő (2022. január 1.). Labastide-de-Virac Orgnac-l’Aven, Saint-Remèze, Salavas, Vagnas, Vallon-Pont-d’Arc, Barjac és Le Garn községekkel határos.

## Népesség
A település népességének változása:
| Lakosok száma | 145  | 184  | 193  | 211  | 256  | 275  | 301  | 308  | 311  | 322  |
|               | 1968 | 1982 | 1990 | 2006 | 2013 | 2015 | 2017 | 2019 | 2020 | 2022 |